# زمین‌لرزه‌های ۲۰۰۰ ایسلند
زمین‌لرزه‌های ایسلند  در تاریخ ۱۷ ژوئن ۲۰۰۰ میلادی، برابر با ‎۲۸ خرداد ۱۳۷۹، ساعت ۱۵:۴۰:۴۱ به زمان یوتی‌سی در ایسلند رخ داد. ژرفای این زلزله ۸ کیلومتر بود، و بزرگی آن ۶٫۵ در مقیاس Mw اعلام شده‌است. زمین‌لرزه به وقت محلی در روز شنبه، ساعت ۱۵ روی داده و منطقه زمانی آن یوتی‌سی +۰ بوده‌است .
سازمان زمین‌شناسی آمریکا نیز رومرکز این زمین‌لرزه را در مختصات ۶۳°۵۷′۵۸″شمالی ۲۰°۲۹′۱۳″غربی / ۶۳٫۹۶۶°شمالی ۲۰٫۴۸۷°غربی و ژرفای آن را در ۱۰ کیلومتر گزارش کرده‌است. بزرگی برگزیدهٔ این سازمان از میان بزرگی‌های محاسبه‌شدهٔ مختلف ۶٫۵ در مقیاس Mw بوده و از دید اثر، در میان چهار دسته‌بندی «نامحسوس»، «محسوس»، «زیان‌آور» یا «با تلفات»، زلزله را «با تلفات» اعلام کرده‌است.دستکم ۱۱ ساختمان در زمین‌لرزه خراب شده‌است.رانش زمین در آن به وجود آمده‌است.
پروژهٔ «تنسور گشتاور مرکزوار» زاویه‌های (راستا، شیب، ریک) گسل سازندهٔ زمین‌لرزه و صفحه عمود بر آن را (°۲۷۳، °۷۴، °۳-) یا (°۴، °۸۷، °۱۶۴-) و نوع گسل را «امتدادلغز» فرارسانده‌است.
زمین‌لرزه هیچ کشته‌ای نداشته و شمار زخمیان ۱ نفر برآورده شده‌است.بی‌خانمان شدگان نیز ۳۳ نفر اعلام شده‌است.